# Pesisir (Limapuluh)
Pesisir is een bestuurslaag in het regentschap Pekanbaru van de provincie Riau, Indonesië. Pesisir telt 10.277 inwoners (volkstelling 2010).